# Церква святого Пантелеймона (Печерськ)
Церква Святого Пантелеймона при літньому госпіталі — колишній православний храм в Києві, збудований у 1897—1898 роках та знесений у 1930-ті роки. Розташовувалася у Лабораторному провулку, навпроти нинішньої будівлі № 16. 

## Історія храму
Храм Святого Пантелеймона при Київському військовому госпіталі було закладено у липні 1897 р., а освячено храм було вже у травні 1898 року. Проект храму було складено видатним архітектором Володимиром Ніколаєвим.
Храм був цегляним, спорудженим у псевдоросійському стилі, з прибудованими галереями та крамницями.
Святинею храму був образ Св. Пантелеймона та часточка його мощей.
У 1930-ті роки храм було знищено.